# 全日本軟式野球大会
全日本軟式野球大会（ぜんにっぽんなんしきやきゅうたいかい）は、軟式野球の社会人実力日本一を争う大会として毎年開催されているトーナメントである。

## 概要
大会は1946年、第1回国民体育大会のプログラムの一環として開催され、第3回大会（1948年）に天皇杯が宮内庁より下賜（寄贈）され、優勝チームに贈呈されるようになった。大会会場は47都道府県持ち回りで開催される。
その後1957年から実力別の大会に一新され、以下のように再編された。
- 天皇賜杯全日本軟式野球大会（毎年9月 全日本軟式野球連盟加盟のAクラス登録チームが出場）
- 高松宮賜杯全日本軟式野球大会（1部=毎年10月 全日本軟式野球連盟加盟のBクラス登録チームが出場 2部=9月 同Cクラス登録チームが出場 高松宮賜杯は1959年下賜された）

試合の仕組は全てトーナメント方式で、天皇杯は各都道府県（但し一部は複数ブロックの出場枠あり）から55チームが、高松宮記念杯は各地域ブロックごとの代表各クラス32チームずつが出場して争う。
またこれとは別に天皇杯決勝進出チームと東日本・西日本選手権優勝チームにより争われるスポニチ杯全日本軟式野球大会が2017年に初めて開催。

## エピソード

### 延長戦の最長記録
1983年天皇杯大会の決勝戦（9月20日・水戸市）、ライト工業（東京都代表）VS 田中病院（宮崎県代表）。延長45回、ライト工業が2-1で勝利。
試合の詳細について
第38回天皇杯の決勝は午前8時50分に試合開始された。
ライト工業小山良春、田中病院池内雄一郎両投手の好投で両者無得点のまま延長戦に突入。
延長に入っても両チームゼロ行進が続き、延長25回終了で休憩を取った。
再開後もゼロ行進が続き、35回の表にようやくライト工業が先制点を挙げるが、その裏の田中病院もすぐ同点に追いつき、1-1の同点となる。
36回からライト工業は小山投手に代わり大塚喜代美投手が登板、田中病院は池内投手が続投した。
45回表に再びライト工業が1点を挙げ、その裏の田中病院の攻撃を0点に抑え2-1のスコアで優勝した。
試合終了は夕方の17時15分。インターバル6分を除いた試合時間は8時間19分であった。この試合は公式に記録が残る日本国内のアマチュア野球全体の1日で行われた試合では最長時間試合となっている。
この試合に登板した田中病院の池内投手は45イニングを完投し522球（1イニングス平均で11.6球）を投じた。また、35回まで投げたライト工業の小山投手は396球、大塚投手は111球を投じた。
この試合の結果は、前日にプロ野球がなかったこともあり、翌日のスポーツニッポン1面トップで取り上げられた。
また、翌年の軟式野球用のボール規格変更（反発力を高める）のきっかけになった。
- スコアシート
- 参考資料『スポーツ伝説シリーズ12　野球界魅惑の大記録』ベースボールマガジン社平成11年12月31日発行 ISBN 4-583-61081-5